# Cornelis Hoen
Cornelis Henricxzoen Hoen (ook wel: Honius - achternaam ook soms gespeld als Hoon - B.J. Spruijt noemt hem Cornelius Henrici Hoen) (Den Haag, ca. 1440 - 1524 of 1525) was een Nederlands jurist en sacramentariër. Zijn avondmaalsopvatting werd overgenomen door de Zwitserse reformator Huldrych Zwingli en was mede verantwoordelijk voor het ontstaan van een scheuring tussen het lutheranisme en het gereformeerd protestantisme.
Hoen studeerde rechten aan de universiteit van Leuven en werkte als advocaat aan het Hof van Holland in Den Haag. Aan het Hof was een kring van humanisten actief die het werk van Erasmus en Luther lazen. Tot hen behoorden naast Hoen ook Johannes Pistorius (Jan de Bakker), Guilielmus Gnapheus (Willem de Volder) en Johannes Sartorius. In 1522 werd deze kring verdacht van ketterij en in januari 1523 werd Hoen gevangengezet in Geertruidenberg op last van de inquisiteurs Frans van der Hulst en Floris Oem van Wijngaarden. Het Hof van Holland protesteerde tegen de gevangenneming en beriep zich op het jus de non evocando. Hoen en De Volder konden terugkeren naar Den Haag terwijl hun proces in Gorinchem werd voorbereid. Toen aan het licht kwam dat de inquisiteurs een akte hadden vervalst, werden ze afgezet en werd de zaak afgehandeld door het Hof van Holland. Dit stelde Hoen in oktober 1523 voorwaardelijk in vrijheid. Op straffe van een boete van 3000 dukaten mocht hij Den Haag niet meer verlaten. Voor het betalen van de boete stonden enkele familieleden borg. Omdat in april 1525 zijn naam niet meer wordt genoemd bij de verlenging van de borgstelling voor anderen van de Haagse humanistische kring is aannemelijk dat Hoen voor die datum is overleden.
In 1525 verscheen in Worms en later in het jaar ook in Zürich zijn Epistola christiana admodum (...) tractans coenam dominicam (Zeer christelijke brief (...) handelende over de maaltijd van de Heer), ook wel kortweg bekend als de "Avondmaalsbrief". In hetzelfde jaar werd deze brief in het Duits vertaald, van welke vertaling in korte tijd drie edities verschenen. Dit boekje was gebaseerd op een manuscript van Hoen dat Hinne Rode gedurende een rondreis in 1523-1524 aan verschillende reformatoren in het Duitse taalgebied had laten lezen. Hieronder waren Luther, die het afwees, Martin Bucer en Zwingli, die de ideeën grotendeels overnam.
Hoen herhaalde in zijn brief bestaande bezwaren tegen de lichamelijke aanwezigheid van Christus in de eucharistie. Deze ontleende hij aan een handschrift dat in de nalatenschap van de Groningse humanist Wessel Gansfort was aangetroffen, maar niet van Gansfort zelf was. Zo diende de Bijbeltekst Dit is mijn lichaam (Matteüs 26:26) te worden gelezen als Dit betekent mijn lichaam. Als waarschuwing haalde hij Matteüs 24:23 aan: Als iemand dan tegen jullie zegt: "Kijk, dit is de messias", of: "Daar is hij", geloof dat dan niet.
- Biografisch Portaal: 76153418
- International Standard Name Identifier: 0000 0000 6634 9652
- Library of Congress Control Number: n97119488
- Nationale Bibliotheek van Israël: 987007308136405171
- Système universitaire de documentation: 111972493
- Virtual International Authority File: 61684533
- WorldCat: E39PBJkXrH9MQKrKTtbGKP4KBP